# 医院区

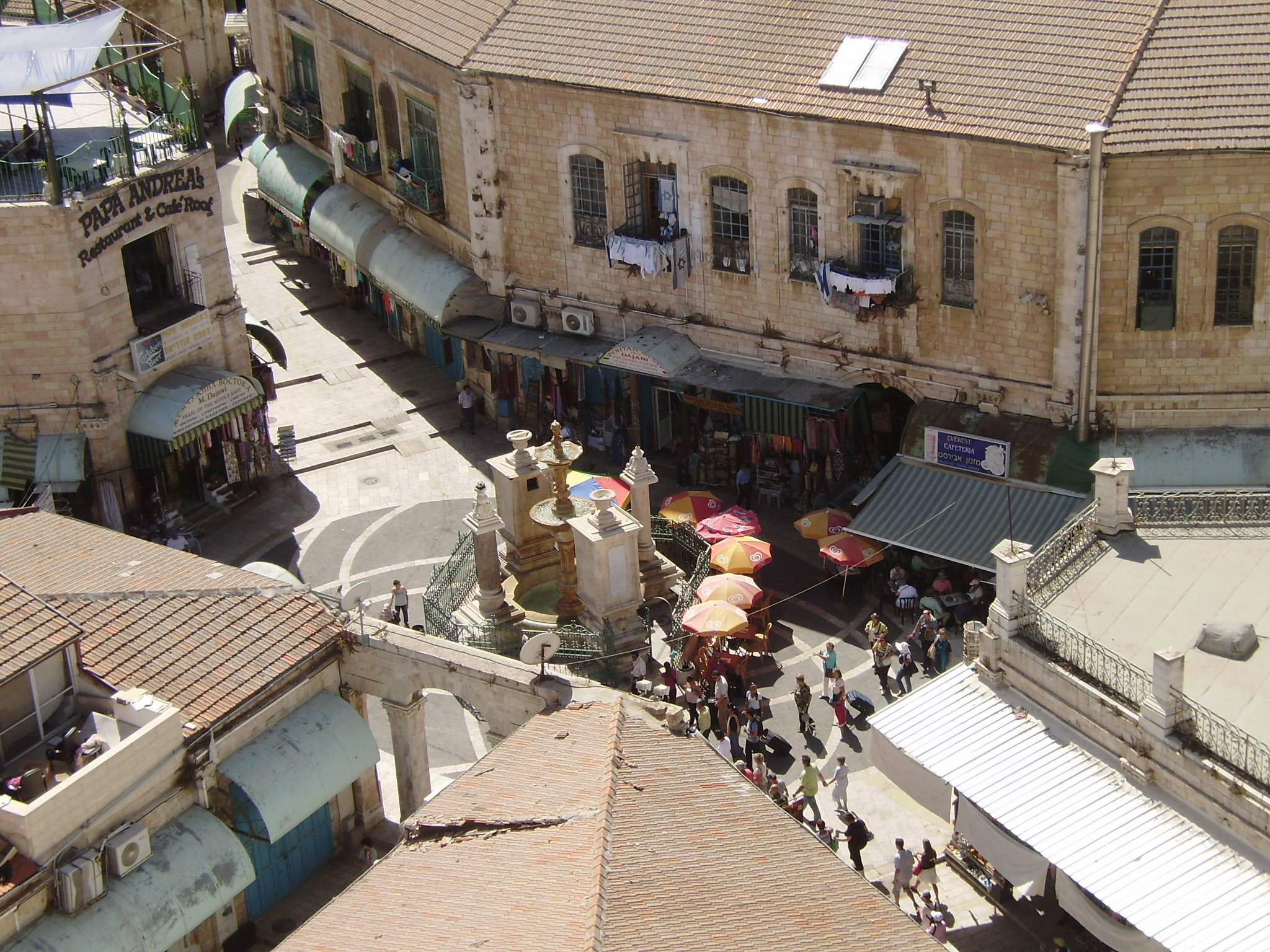
医院区集市及其中心的喷泉

医院区（来自波斯语 Bimārestān بیمارستان Muristan）是耶路撒冷老城基督徒区的一个街道和店铺建筑群。该处是医院骑士团的第一家医院的位置。

## 聖經相關指代
这片圣墓教堂以南的地区有着悠久的传统，可追溯至犹大·马加比时期（公元前2世纪），见于马加比二书记载的事件。根據聖經文本記載，国王安条克五世到耶路撒冷惩罚大祭司。但在各各他，国王得到异象指引，赦免大祭司，并在此处建立一所医院来照顾病人和穷人。1496年，医院骑士团长William Caoursin 写道，Judas Maccabaeus 和John Hyrcanus在此创办医院。

## 历史

### 罗马时期
130年，哈德良参观66-73年犹太战争留下的耶路撒冷废墟。他重建了城市，以他本人和罗马主神朱庇特重新命名为爱利亚加比多连。哈德良在南北大街（Cardo）和东西大街（Decumanus Maximus）的交汇点布置了该市主要的广场，即现在医院区的位置。哈德良兴建了供奉女神维纳斯的大型神庙，后来成为圣墓教堂。
医院区这个位置的最早的历史记载是在公元600年，当时教宗額我略一世委托一位院长在耶路撒冷建立一个医院，治疗和照顾来圣地朝圣的基督教朝圣者。14年后，这个招待所被毁，当时波斯军队攻占耶路撒冷，基督徒遭屠杀，他们的教堂和修道院被毁。629年罗马收复耶路撒冷后修复该医院。637年穆斯林征服后允许自由敬拜，修复的招待所可能获准继续使用。

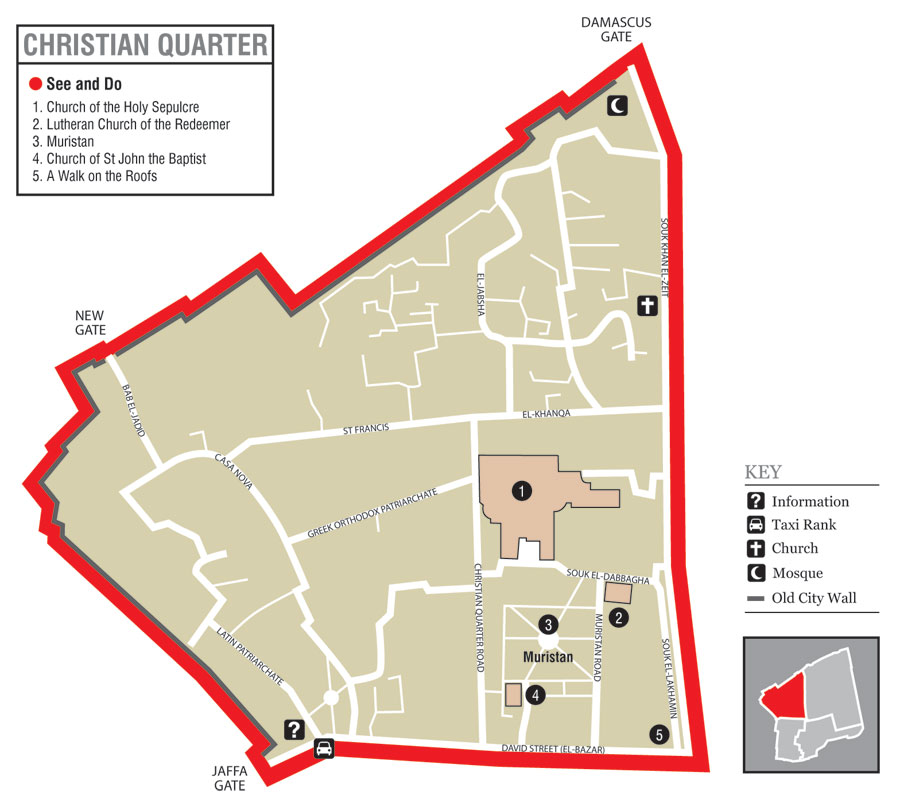
耶路撒冷的基督徒区地图，医院区与圣若望教堂在右下角

800年，神圣罗马帝国皇帝查理曼扩建了招待所，并增加了一个图书馆。大约200年后，在1009年，哈里发阿尔·哈基姆摧毁了招待所和耶路撒冷其他大量建筑物。1023年，来自意大利阿马尔菲和萨莱诺的商人获埃及哈里发Ali az-Zahir 批准，在耶路撒冷重建了招待所、修道院和小堂。1027年，Ali az-Zahir和康斯坦丁八世签订协议，恢复君士坦丁堡的清真寺，而在耶路撒冷修道院原址修建招待所，照顾前往参观圣地的基督教朝圣者。在其以东，隔一条巷子，又建一所朝圣者的新医院。这两家医院都由本笃会管理。

### 中世纪
1078年，塞尔柱王朝占领耶路撒冷，迫害基督徒，强迫朝圣者付沉重的税收，甚至绑架了耶路撒冷牧首。但是本笃会医院继续事工。阿马尔菲总主教若望记载说，他在1082年去耶路撒冷朝圣期间，参观了医院。1098年8月，土耳其人被埃及赶走。埃及占领末期（1099年7月），女子医院由一个罗马贵族夫人艾格尼丝管理，而男子医院由杰拉德修士管理。在第一次十字军期间，耶路撒冷被围，埃及总督 Iftikhar ad Dawla囚禁杰拉德修士。布永的戈弗雷占领耶路撒冷后，释放了杰拉德修士，让他继续管理男子医院。杰拉德接待所有有需要的病人 - 基督徒，穆斯林和犹太人 - 不分宗教信仰。而女子医院仍然在本笃会的控制下，杰拉德修士脱离本笃会，遵守奥斯定会会规，创建了医院骑士团。1113年得到教宗批准。

### 十字军

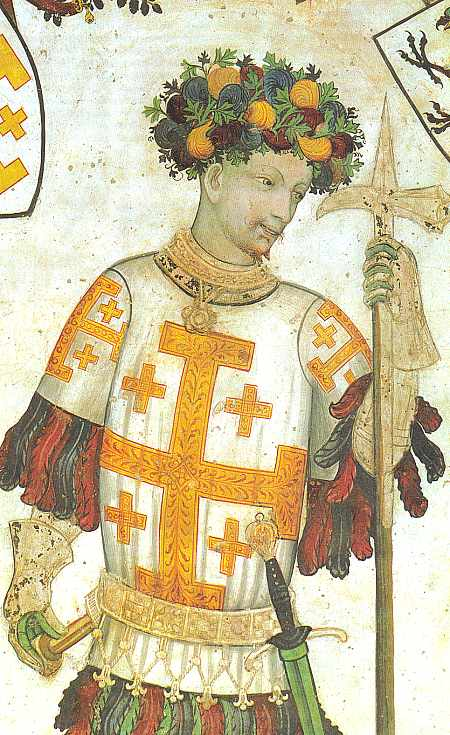

杰拉德修士为他的修会在整个耶路撒冷王国获得土地和收入。他的继任者普罗旺斯的雷蒙德显著扩大了医院。
1187年10月耶路撒冷之围后，所有基督徒被苏丹萨拉丁赶出耶路撒冷。医院骑士团获准留下十人，来照顾伤者，直到他们能够旅行。萨拉丁将医院骑士团建筑改为奥马尔清真寺。医院设施继续用于照顾伤病员，但在16世纪，宏伟的建筑最终化作一片废墟。

## 现代

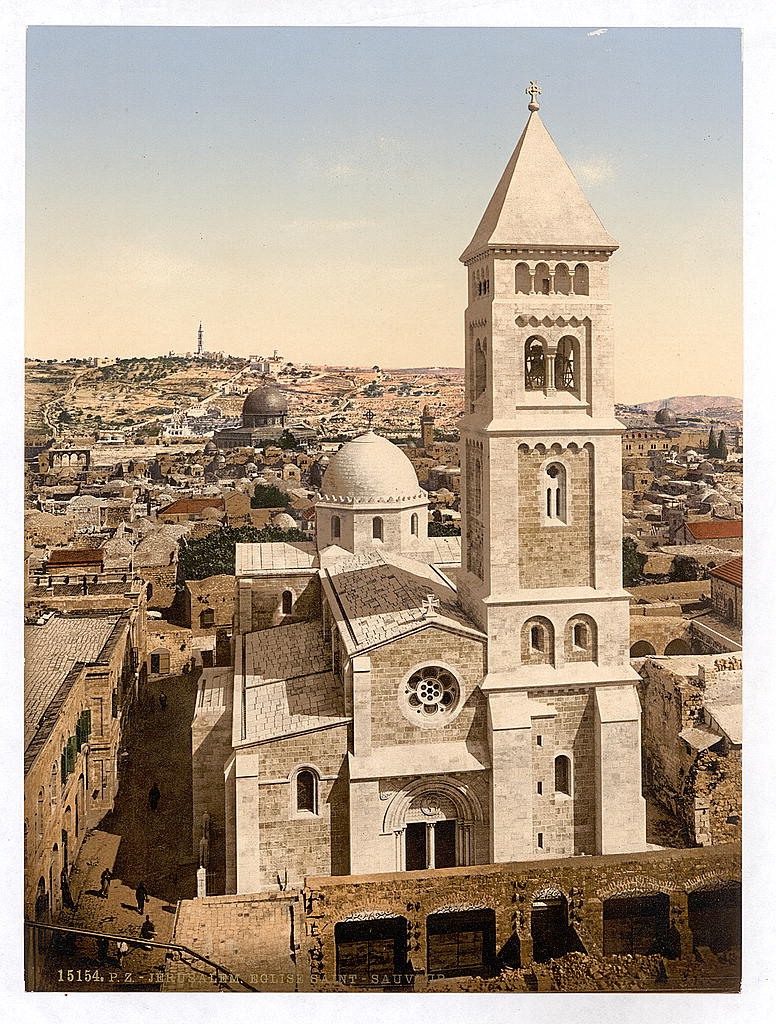
路德会救赎主堂，于1900年

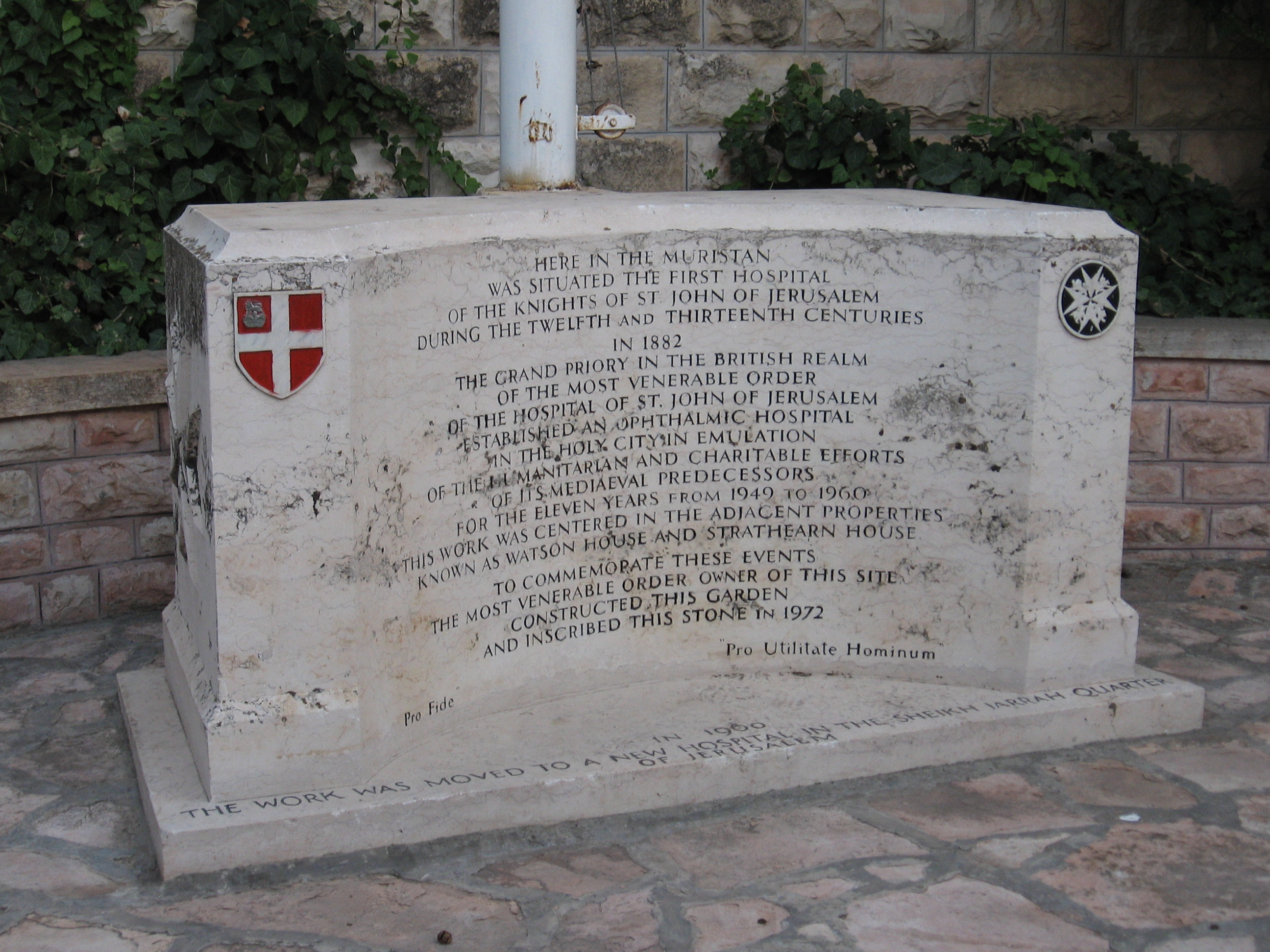
医院街纪念石，标志医院骑士团医院的位置

1868年，苏丹阿卜杜勒-阿齊茲一世将该区域的东部送给正在访问耶路撒冷的普鲁士腓特烈·威廉王储。王储当时是医院骑士团的新教分支圣约翰组织（Johanniterorden）的团长。德国骑士建了一条从南到北贯通医院区的道路，命名为腓特烈·威廉王子街，成为耶路撒冷德国居留地的中心。从1841年开始，德国新教徒来到巴勒斯坦，从事慈善和宣教工作。德国政府促成该区域拆卸瓦砾和重建的进程。在19世纪后期，他们重建了十字军教堂，成为路德会救赎主堂，保存中世纪教堂的回廊，食堂。德意志皇帝威廉二世亲自参加1898年10月31日（宗教改革日）的献堂仪式，成为访问耶路撒冷的第一位西方统治者。
为了确保平等代表权，在1868年苏丹将医院区西部分配给希腊正教会。现在这里是专门贩卖皮具的希腊集市。街道是由希腊正教会于1903年建成。在市集的中心，是一个观赏喷泉（19世纪），北端是萨拉丁的儿子在1216年兴建的奥马尔清真寺，纪念哈里发奥马尔在638年访问耶路撒冷，在圣墓教堂外的台阶祈祷，而不是在堂内祈祷，这样就保护了这个基督教的圣地。
医院区的发掘在20世纪初进行，结果表明，医院骑士团建筑群平面近似正方形，东西实测160码，南北143码。
2012年11月，救赎主堂下面下面的考古公园"Durch die Zeiten"开放。